# Přední Rakousy
Přední Rakousy (německy Vorderösterreich, dříve Vorlande) je historické označení souboru panství a území vlastněných rodem Habsburků na území Svaté říše římské mimo jejich nejdůležitější („dědičné“) rakouské země – tj. Vnitřní Rakousy (Štýrsko, Korutany, Kraňsko s Vindickou markou, Gorice s Gradiškou, část Istrie, Rijeka, Terst a Duino) a samotné Rakouské arcivévodství (Horní a Dolní Rakousy). Spojnicí mezi Vnitřními a Předními Rakousy byly Tyroly, spolu s později vzniklým Vorarlberskem. Tyroly byly nejprve počítány spíše k Předním Rakousům (a právě z tyrolského Innsbrucku se jim také vládlo), ale později byly z tohoto celku vyděleny.
Mezi lety 1379–1665 (s přestávkami) byla tato skupina zemí spravována habsburskou sekundogeniturou. Na Vídeňském kongresu (1815) se rakouský císař František I. zbytku Předních Rakous úplně vzdal ve prospěch jihoněmeckých států. Dnes je oblast rozdělena mezi Německo (Bádensko-Württembersko, Bavorsko), Švýcarsko a Francii (Alsasko).

## Územní vývoj

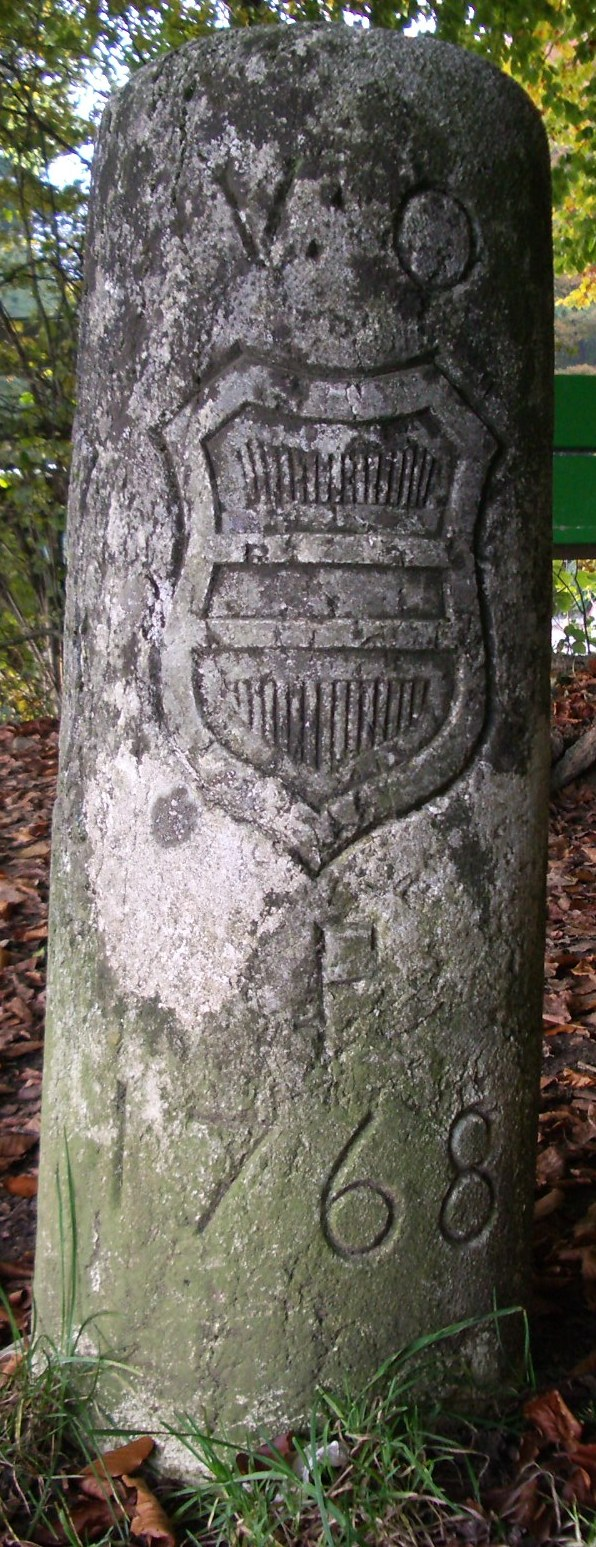
Hraniční sloupek předorakouského území se znakem a iniciálami V: O („Vorderösterreich“), na pomezí dnešních švýcarských kantonů Aargau a Solothurn

Jádro Předních Rakous tvořila původní rodová panství ve Švábsku, okolo hradu Habichtsburg v Aargau, odkud Habsburkové pocházeli. Tato panství byla postupně rozšiřována (koupí, děděním, válkami), takže ve druhé polovině 13. století byl hrabě Rudolf IV. nejmocnějším mužem německého jihozápadu. Když se r. 1273 neočekávaně dostal na římskoněmecký trůn (jakožto Rudolf I. Habsburský), naskytly se mu nové, velké možnosti k rozšiřování svých držav.